# فالكوني
فالكوني (بالإيطالية: Falcone)‏ هي بلدية في مقاطعة ميسينا في صقلية الإيطالية.

## السكان
في سنة 1861 بلغ عدد السكان 1٬005 نسمة، وتطور العدد ليصل في سنة 2011 لـ 2٬874 نسمة.
يظهر هذا المخطط البياني تطور النمو السكاني لـ فالكوني